# Emanuel Peroutka
Emanuel Peroutka (1. ledna 1860 Domažlice – 22. listopadu 1912 Královské Vinohrady) byl český profesor starověkých dějin a překladatel z latiny, starořečtiny a angličtiny.

## Život
Narodil se v Domažlicích na Bezděkovském předměstí čp. 88. Po studiích na domažlickém gymnáziu studoval v letech 1879–1884 klasickou filolofii na Univerzitě Karlově v Praze. V letech 1884–1885 dělal suplenta na domažlickém gymnáziu, v letech 1885–1895 učil na gymnáziu v Roudnici nad Labem, mezi tím se v roce 1888 oženil s Terezií Chiriovou a od roku 1895 učil na českém gymnáziu na Královských Vinohradech. V roce 1904 se habilitoval na české filozofické fakultě jako docent dějin řeckých a římských. Byl spoluautorem českého překladu Platónovy Ústavy.

## Galerie

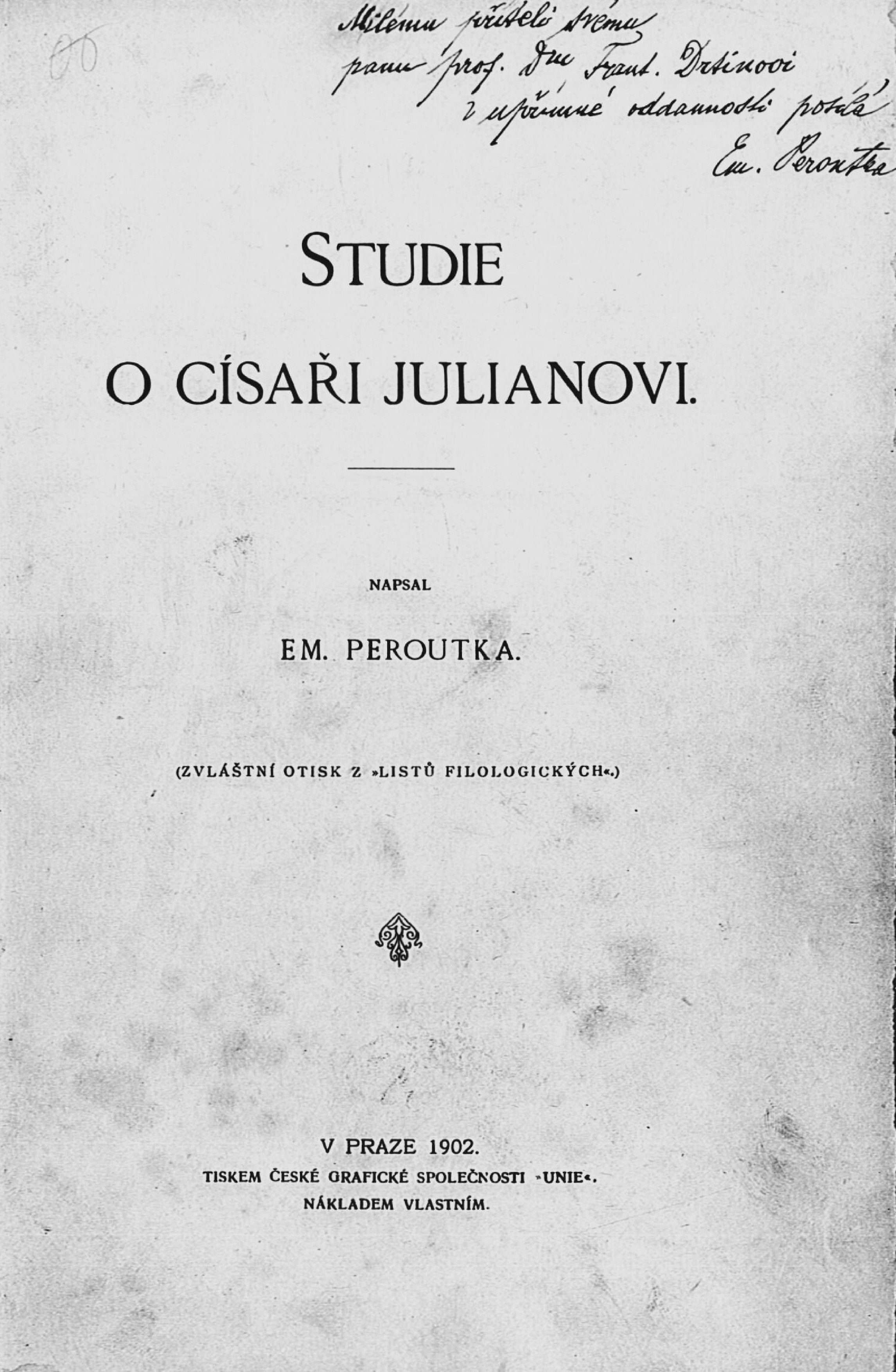
Emanuel Peroutka – Studie o císaři Julianovi (1902)